# جهاز شفط الجنين

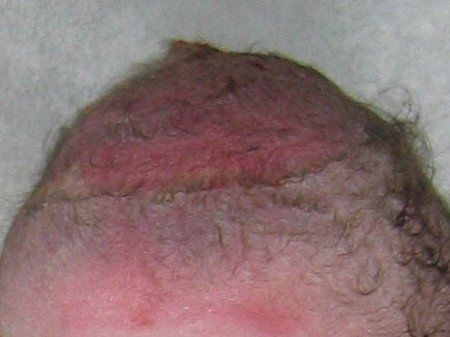
فروة رأس طفل حديث الولادة، تظهر تأثير جهاز الشفط، وهذا الأثر اختفى بعد أسبوع

جهاز شفط الجنين أو كأس الحجامة أو محجم Ventouse هو جهاز شفط يستخدم للمساعدة في توليد الطفل عندما لا تتقدم المرحلة الثانية من الولادة بشكل كاف. وهو بديل للولادة بالملقط أو الولادة القيصرية. ولا يمكن أن يستخدم عندما يكون الطفل في وضع المؤخرة أو في الولادات المبكرة. وتسمى هذه التقنية أيضاً الولادة المهبلية بمساعدة جهاز الشفط أو الاستخراج بالشفط (VE). واستخدام هذه الأداة آمن عموماً، ولكن يمكن ان يكون لها في بعض الأحيان آثار سلبية على الأم أو الأب أو الطفل.

## التاريخ
في عام 1849 صمم أستاذ التوليد جيمس يانج سيمبسون بادنبره الذي عرف فيما بعد بريادته في استخدام الكلوروفورم في الولادة جرار الهواء الذي تكون من حقنة معدنية تعلق على طاسة من المطاط. وكان هذا أول جهاز شفط معروف لمساعدة الولادة لكنه لم يصبح شاسع الاستخدام. وفي الخمسينات طورت الأستاذة تيج مالمستروم السويدية الجهاز. وكان في الأصل يصنع من طاسة معدنية، ثم بعد ذلك استخدمت مواد جديدة مثل البلاستيك والمطاط والسيليكون بحيث يتم استخدامه الآن أكثر من الملقط.

## التقنية

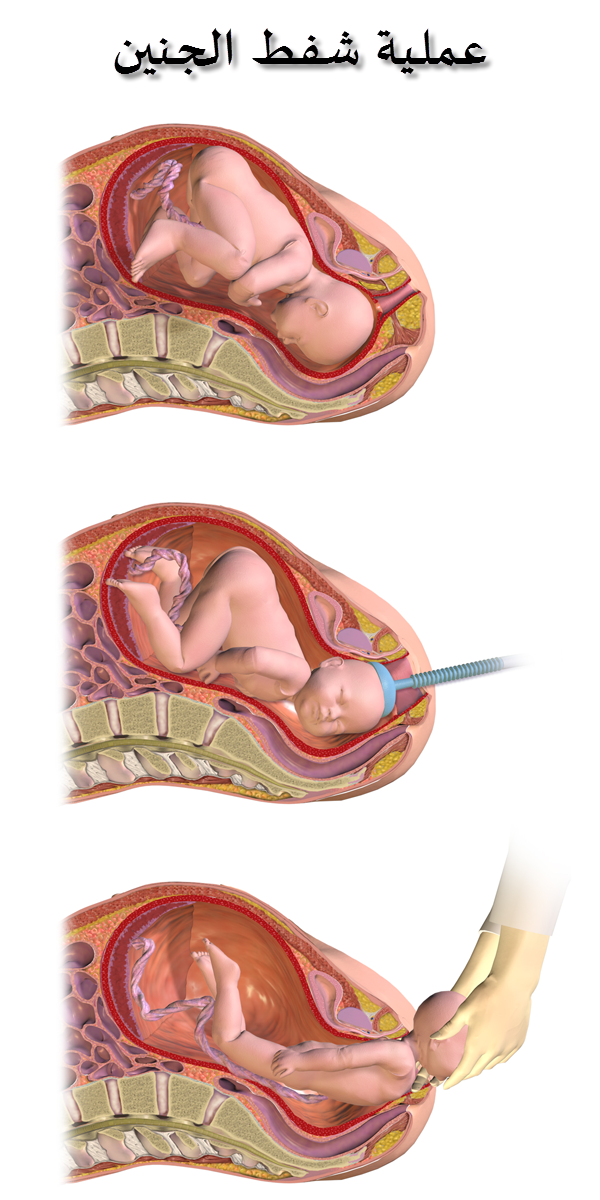
عملية شفط الجنين

يتم وضع المرأة في وضع الولادة وتساعد الأم طوال العملية بطريق الدفع. ويتم وضع طاسة الشفط على رأس الطفل التي تشفط جلد فروة الرأس إلى طاسة الشفط. والموضع الصحيح للطاسة هو مباشرةً عبر نقطة الانحناء، حوالي 3 سم من القذالي (الخلفي) لليافوخ، وهذا أمر بالغ الأهمية لنجاح عملية الشفط. أجهزة الشفط لها مقابض للسماح بالجر. عندما يولد رأس الطفل، يتم فصل الجهاز، مما يتيح لمولدة الولادة والأم استكمال ولادة الطفل.
للاستخدام السليم للمحجم يجب أن يكون عنق رحم الأم متسعاً بشكل كامل، والرأس موجودة في قناة الولادة، ومكان الرأس معروفاً. وإذا ما فشلت محاولة التوليد بجهاز الشفط فإنه قد يكون من الضروري توليد الطفل بواسطة الملقط أو العملية القيصرية.

### أسباب استخدام جهاز الشفط
هناك عدة مؤشرات لاستخدام جهاز الشفط:
- الإرهاق الشديد التي قد تكون الأم تعاني منه أثناء الولادة.
- طول المرحلة الثانية للولادة.
- استغاثة الجنين في المرحلة الثانية من المخاض، ويعرف ذلك بقياس التغيرات في معدل ضربات قلب الجنين (عادة ما يقاس بجهاز CTG)
- مرض الأم حيث محاولات دفع الجنين لفترات طويلة تكون محفوفة بالمخاطر (لظروف مثل القلب وضغط الدم وتمدد الأوعية الدموية، والزرق). إذا كانت هذه الظروف معروفة قبل الولادة أو شديدة فإنه يمكن إجراء العملية القيصرية الاختيارية.

## مقارنة بالأشكال الأخرى لمساعدات الولادة

### الجوانب الإيجابية
- قد لا تكون هناك حاجة لقطع حائط الفرج.
- الأم لا نزال تلعب دوراً فعالاً في الولادة.
- ليس هناك حاجة إلى تخدير معين.
- القوة المستخدمة للطفل يمكن أن تكون أقل من تلك المستخدمة في التوليد بالملقط، ولا يترك أي علامات على وجهه.
- الصدمة للأمهات أقل مقارنةً بالتوليد بالملقط أوالولادة القيصرية.

### الجوانب السلبية
- يحدث الجهاز تورماً مؤقتاً لرأس الطفل ويعرف باسم الشينيون chignon.
- هناك احتمالية تشكل ورم دموي رأسي Cephalhematoma.